# Черновицкий сахарный комбинат
Черновицкий сахарный комбинат — предприятие пищевой промышленности в городе Черновцы Черновицкой области Украины, прекратившее своё существование.

## История
В советское время Черновицкий сахарный комбинат входил в число ведущих предприятий города, на его балансе находились объекты социальной инфраструктуры.
После провозглашения независимости Украины, в условиях разрыва хозяйственных связей и экономического кризиса начала 1990-х годов положение комбината осложнилось.
В мае 1995 года Кабинет министров Украины утвердил решение о приватизации подсобного хозяйства сахарного комбината, в октябре 1995 года было утверждено решение о приватизации самого предприятия. В дальнейшем, государственное предприятие было преобразовано в открытое акционерное общество.
В сентябре 2003 года хозяйственный суд Черновицкой области возбудил дело о банкротстве предприятия
В апреле 2006 года завод был признан банкротом и началась процедура его ликвидации.
В начале декабря 2010 года Фонд государственного имущества Украины передал в коммунальную собственность города десять жилых зданий, ранее находившихся на балансе прекратившего существование Черновицкого сахарного завода.